# Duo Kribo
Duo Kribo fue un dúo musical formado por Ahmad Albar y Ucok Harahap (el vocalista de la banda AKA) en Indonesia, que se dieron a conocer a finales de la década de los años 1970. El nombre del dúo se refiere a la aparición de dos cantantes que eran igual de cabellos rizados. Además de este dúo nunca se produjo una película bajo el mismo nombre, sin embargo el nombre de este dúo fue llevado a las pantallas grandes del cine en 1977.

## Discografía
- 1977 - Duo Kribo Volume 1
- 1978 - Duo Kribo Volume 2
- 1978 - Duo Kribo Volume 3
- 1978 - Panggung Sandiwara

## Filmografá
- Duo Kribo (1977)